# Boris Iwanowitsch Orlowski

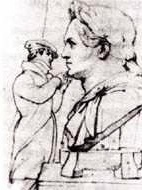
Boris Iwanowitsch Orlowski in Bertel Thorvaldsens Atelier in Rom (M. T. Markow, 1820er Jahre)

Boris Iwanowitsch Orlowski, Geburtsname Smirnow, (russisch Борис Иванович Орловский; * 1791 im Dorf Stolbezkoje, Ujesd Maloarchangelsk, Orlowskaja-Statthalterschaft; † 16. Dezemberjul. / 28. Dezember 1837greg. in St. Petersburg) war ein russischer Bildhauer und Hochschullehrer.

## Leben
Boris Smirnow wuchs als Leibeigener der Gutsherrin N. M. Maznewa auf, die 1798 die Familie Smirnow an N. W. Schatilow (Vater des Züchters Iossif Schatilow) verkaufte. Als Jugendlicher arbeitete Boris Smirnow zunächst im Atelier Santino Campionis in Moskau und dann bei den Bildhauer-Brüdern Triscornia in St. Petersburg, bei denen er die Marmor-Bearbeitung erlernte. In seiner Freizeit zeichnete er und modellierte mit Ton. Sein auf seine Herkunft verweisender Spitzname Orlowski wurde sein Familienname.
1822 wurde Orlowskis Büste Alexanders I. durch Vermittlung des Bildhauers Iwan Martos und des Präsidenten der Kaiserlichen Akademie der Künste Alexei Olenin der Kaiserin Elisabeth Alexejewna übergeben. Darauf wurde Orlowski auf Veranlassung Alexanders I. von N. W. Schatilow aus der Leibeigenschaft entlassen und als Student in die Akademie der Künste aufgenommen. Bald folgte die Anweisung, Orlowski zum Studium bei Bertel Thorvaldsen nach Rom zu schicken.
Ab 1823 arbeitete Orlowski bei Thorvaldsen in Rom. Seine bedeutendsten Werke in dieser Zeit waren die Kolossalbüste Alexanders I. nach einem Modell Thorvaldsens, die Gruppe des Fauns mit einer Bacchantin und die Statuen des Fauns mit Panflöte und des Paris.
1829 wurden Orlowski und Samuil Halberg aus Rom zurückberufen, um am Wettbewerb für die Denkmäler für Michael Andreas Barclay de Tolly und Michail Illarionowitsch Kutusow teilzunehmen. Im Juli kehrte Orlowski nach St. Petersburg zurück und gewann  den Wettbewerb. Den Guss der Statuen führte Wassili Jekimow durch. Dazu war Orlowski an der Alexandersäule beteiligt. 1831 wurde er zum Akademiker und zum kommissarischen Professor der Bildhauerei-Klasse der Akademie ernannt. 1836 wurde er als ordentlicher Professor bestätigt. Er war Mitglied des Akademie-Rats. Zu seinen Schülern gehörten Peter Clodt von Jürgensburg und Nikolai Ramasanow. Alexander Puschkin besuchte Orlowskis Atelier und widmete ihm 1836 ein Gedicht.
Im Sommer 1837 heiratete Orlowski die Tochter eines Moskauer Kaufmanns. Im Herbst erkrankte er an einer Lungenentzündung und starb am 28. Dezember 1837. Er wurde auf dem russisch-orthodoxen Smolensker Friedhof begraben. Am Ende der 1930er Jahre wurde er auf den Tichwiner Friedhof umgebettet.

## Ehrungen
- Russischer Orden der Heiligen Anna III. Klasse

## Werke (Auswahl)

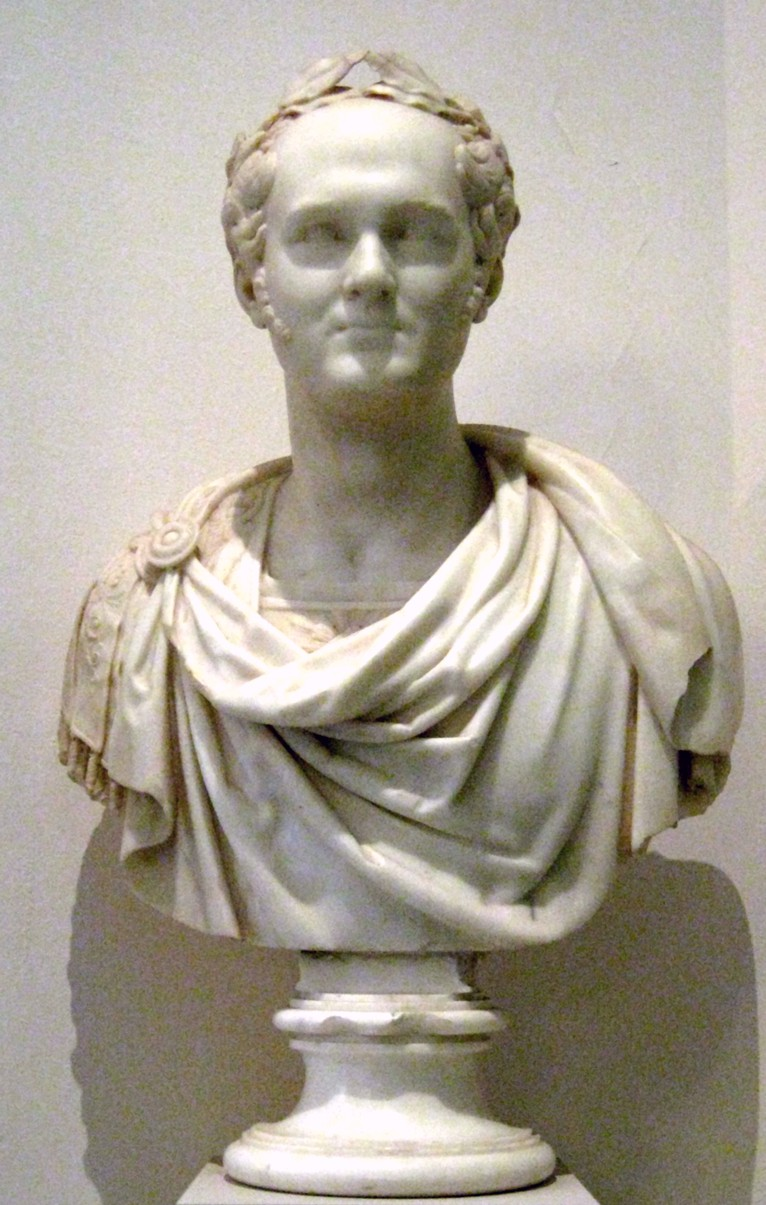
Alexander I. (1820)
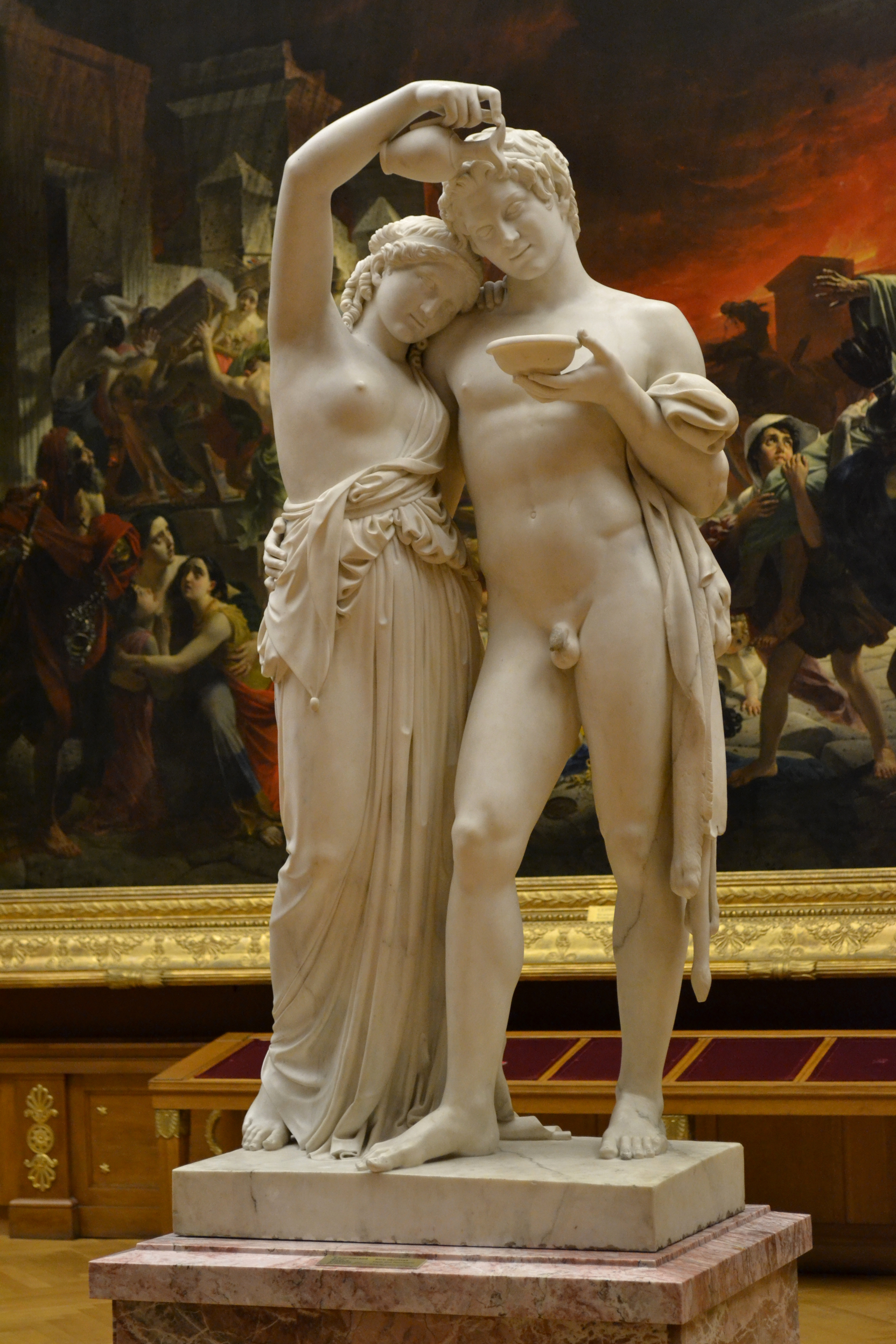
Faun mit Bacchantin. Russisches Museum
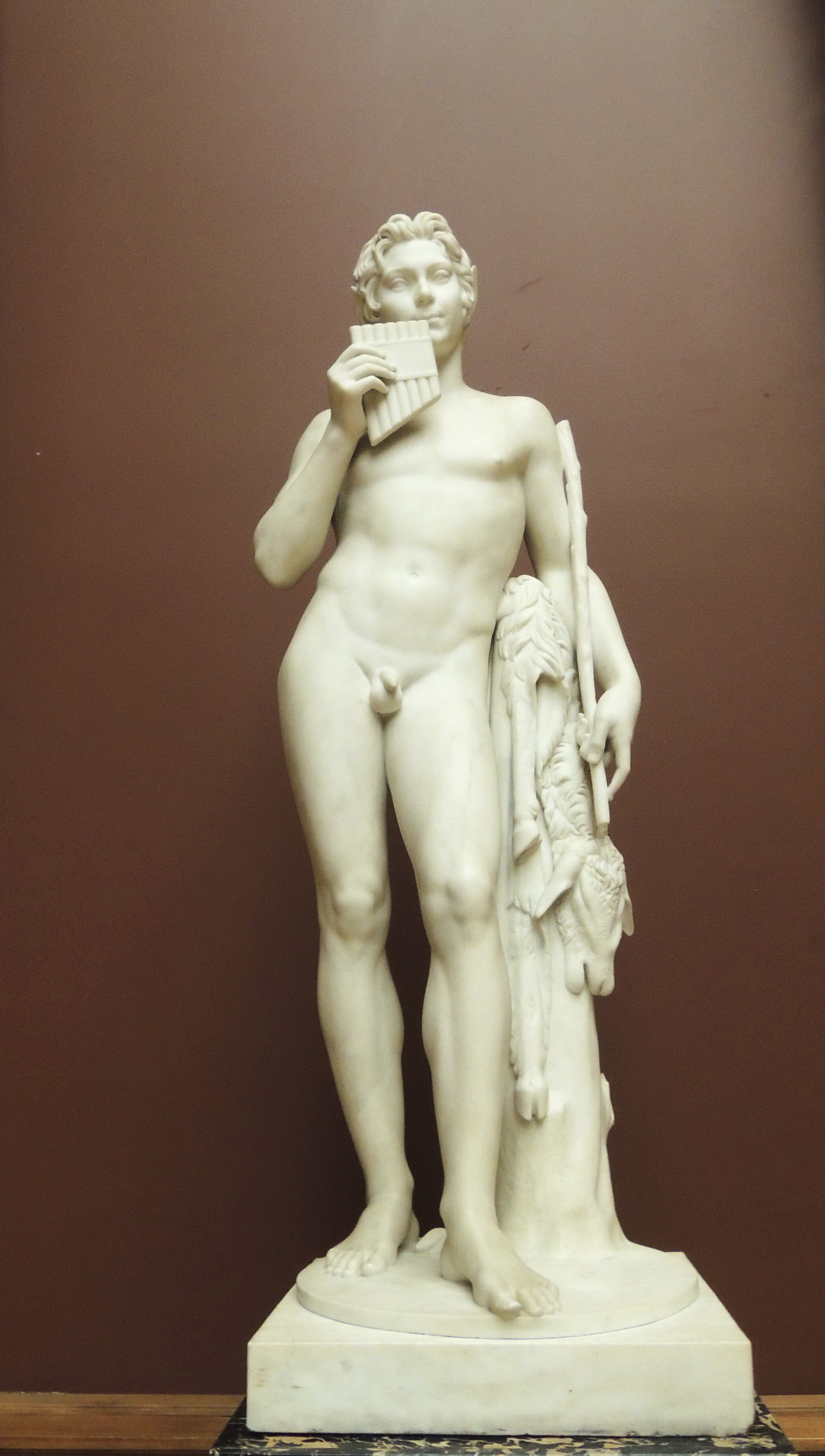
Faun mit Panflöte, Russisches Museum
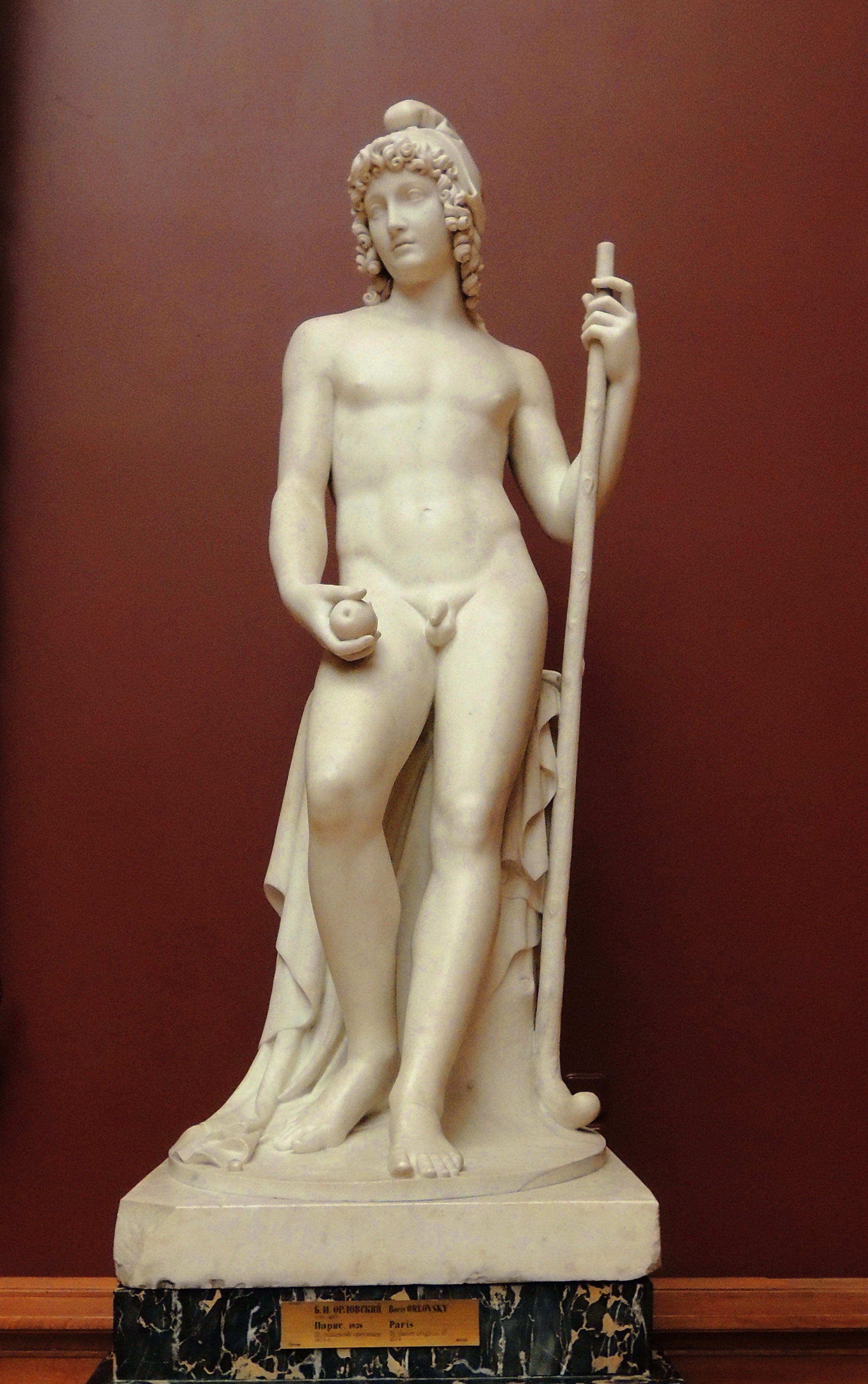
Paris, Russisches Museum
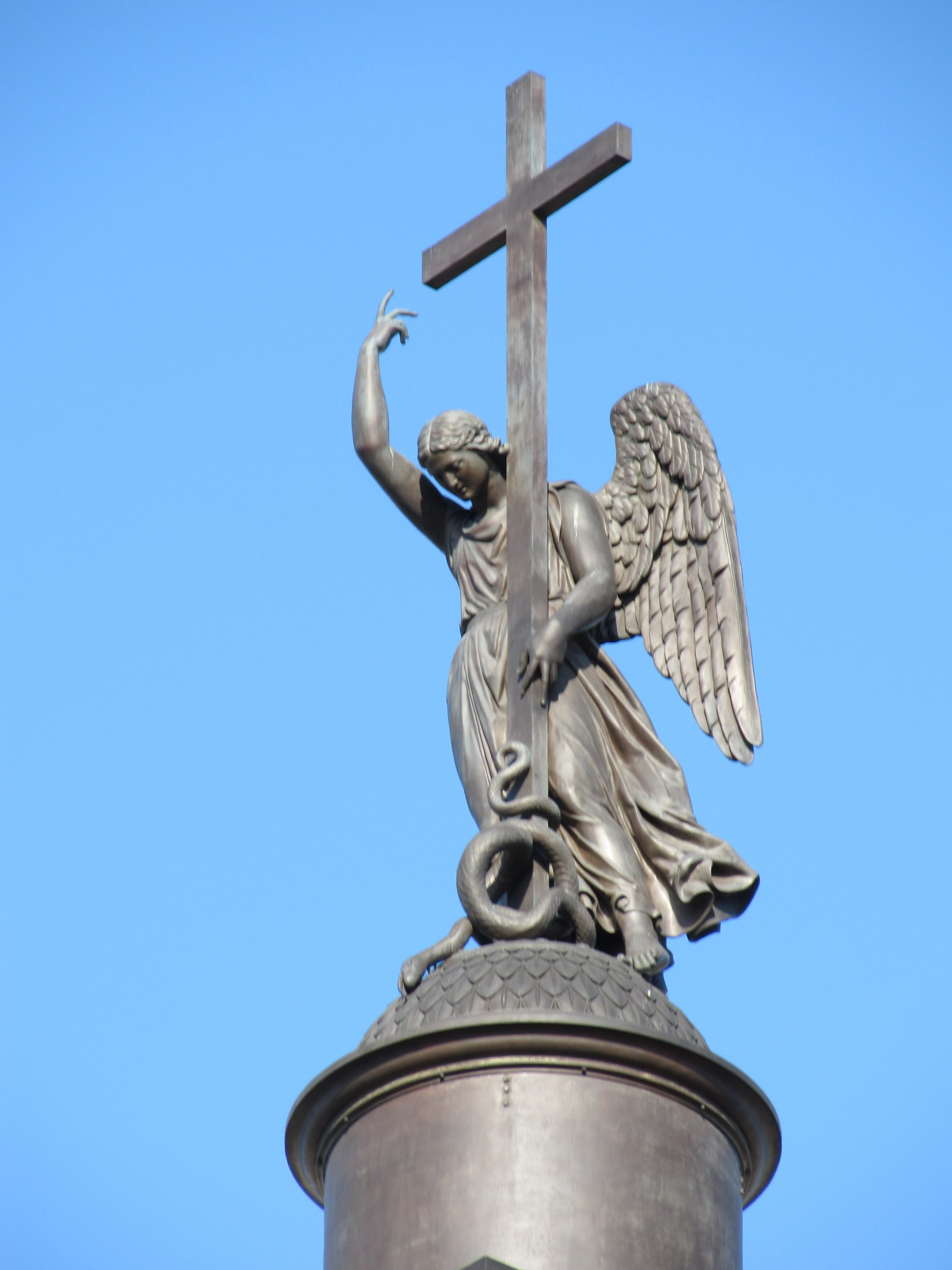
Engel auf der Alexandersäule (1834), St. Petersburg
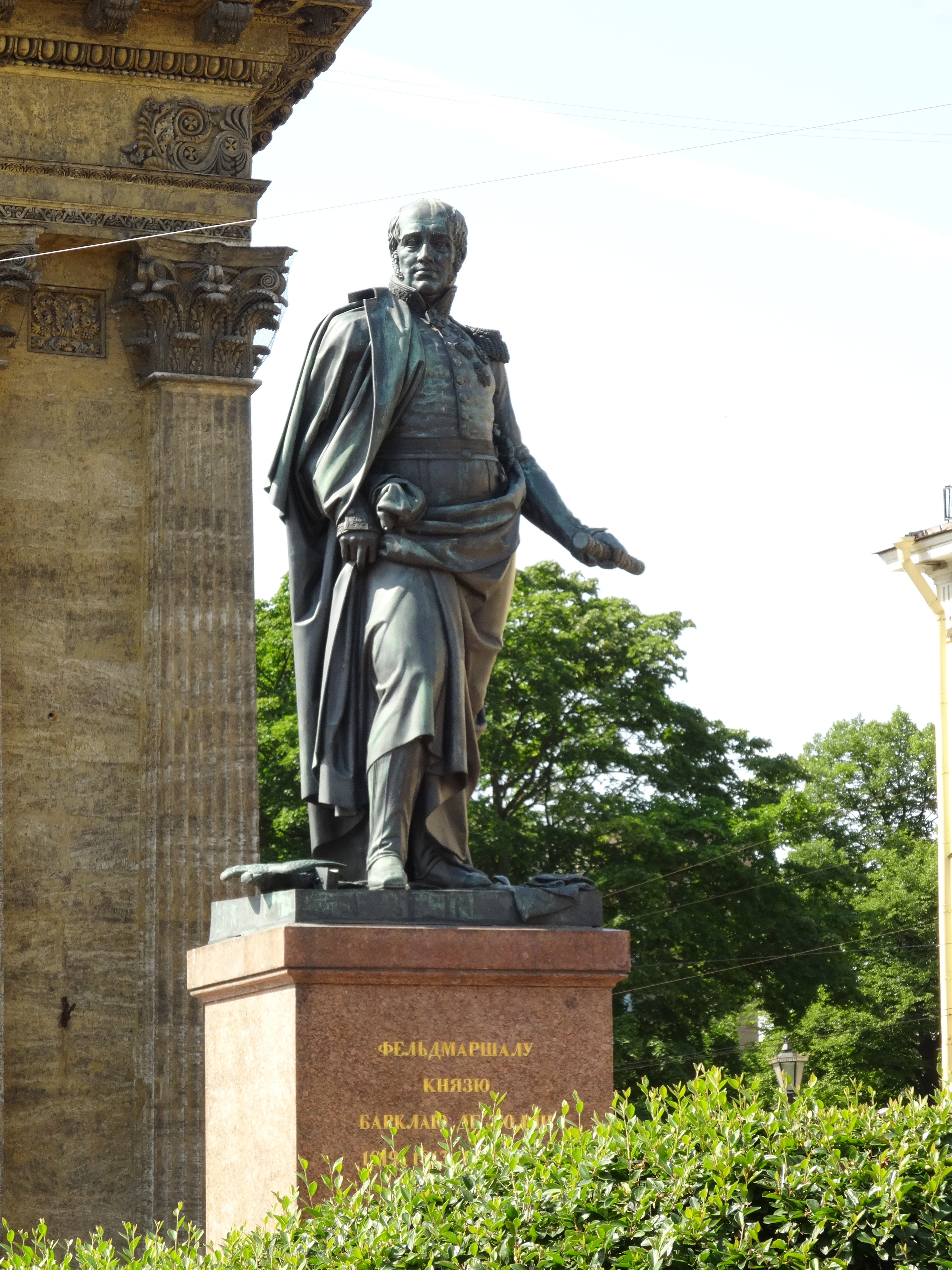
Barclay-de-Tolly-Denkmal (1837 mit Steinmetz Samson Suchanow, Architekt Wassili Stassow) vor der Kasaner Kathedrale, St. Petersburg
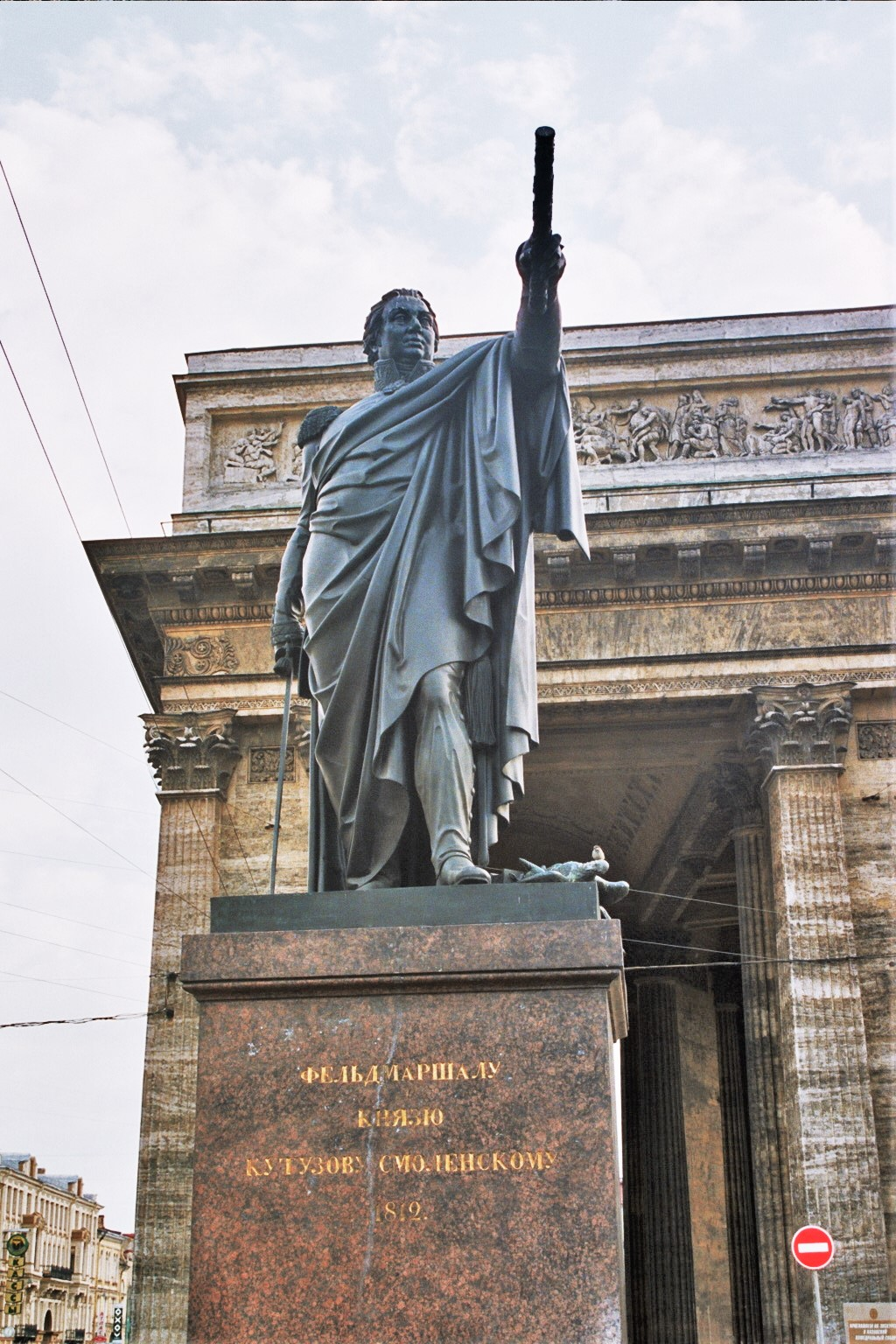
Kutusow-Denkmal (1837 mit Samson Suchanow, Wassili Stassow) an der Kasaner Kathedrale, St. Petersburg